# سیسرت
شهر سیسرت (به روسی: Сысерть) در کشور روسیه و در اوبلاست سوردلوفسک واقع شده‌است.